# Federazione di hockey su ghiaccio d'Israele
La Federazione israeliana di hockey su ghiaccio (heb. ההתאחדות הישראלית להוקי קרח, IHFI) è un'organizzazione fondata nel 1988 per governare la pratica dell'hockey su ghiaccio in Israele.
Ha aderito all'International Ice Hockey Federation il 1º maggio 1991.